# پایگاه هوایی ماری ریور
پایگاه هوایی ماری ریور (به انگلیسی: Mary River Aerodrome) یک فرودگاه خصوصی است که یک باند فرود شن دارد و طول باند آن ۱۴۶۳ متر است. این فرودگاه در کشور کانادا قرار دارد و در ارتفاع ۱۷۸ متری از سطح دریا واقع شده‌است.